# Carlo Sebastiano Ferrero-Fieschi
Carlo Sebastiano Ferrero-Fieschi di Masserano ((ES)  Carlos Sebastián Ferrero Fieschi y de Rohan; in (FR)  Charles Sébastien; Madrid, 19 gennaio 1760 – Parigi, 7 agosto 1826) è stato un nobile, militare e diplomatico italiano naturalizzato spagnolo, ereditò il titolo onorifico di Principe di Masserano dal padre, che fu l'ultimo principe effettivo.

## Biografia

### La famiglia e l'eredità
Carlo Sebastiano era figlio dell'ambasciatore spagnolo a Londra Vittorio Filippo, principe di Masserano, ben inserito nella corte spagnola e di Charlotte Louise de Rohan, figlia del duca Hercule Mériadec de Rohan-Guéméné. Carlo discendeva dunque dal ramo Savoia-Bresse, imparentato con la famiglia reale sabauda, essendo Carlo Emanuele II di Savoia  suo trisnonno.
Alla morte del padre, Carlo Sebastiano ne ereditò solo i titoli nobiliari, in quanto i possedimenti furono ceduti da Vittorio Filippo ai Savoia, nel 1763, per volere del Papa (essendo il principato sotto il controllo della Santa Sede). Tuttavia dovette subire l'occupazione napoleonica, il 13 dicembre 1798, e l'unione di Masserano e Crevacuore alla municipalità di Vercelli. Le decisioni del Congresso di Vienna, infine, sancirono la definitiva perdita dell'indipendenza dell'ex feudo pontificio e l'annessione al regno di Sardegna, ma Carlo conservò i titoli nobiliari.

### La carriera militare e diplomatica
Cominciò la carriera militare come cadetto della compagnia italiana della Guardia Real, ma grazie anche al favore di cui godeva la sua famiglia, ormai perfettamente trapiantatasi in Spagna, fece una rapida ascesa, ottenendo gradi ed onorificenze, fino alla nomina a tenente generale l'11 febbraio 1791 e cavaliere del Toson d'oro nel (1794).
Si trasferì a Parigi dopo aver ottenuto la nomina di ambasciatore spagnolo il 2 febbraio 1805 (come suo padre) e incaricato d'affari del re, ma il suo incarico non fu lungo, fatto di assenze e di malattia, tornò a Madrid il 23 ottobre 1808, e fu nominato maestro di cerimonie dal re. Dopo essersi rifugiato in Francia a Parigi (al ritorno di Ferdinando VII), dove si stabilì definitivamente, fu nominato consigliere di stato il 24 novembre 1821, nonostante la lontananza dalla corte.
Nel 1826, come parte dell'indennizzo pagato agli ex proprietari francesi dalla Repubblica di Haiti, e in quanto erede dello zio Louis-Armand-Constantin de Rohan, proprietario di una piantagione e dei suoi schiavi a Saint-Domingue, Carlo Sebastiano Ferrero-Fieschi ricevette la somma di 36.151 franchi oro.
Morì a Parigi il 7 agosto 1826 e fu sepolto nel Cimitero di Père-Lachaise, nella divisione 44, nella tomba di famiglia.

### Matrimonio e discendenza
Si sposò con Adélaïde Augustine Joachime de Béthune-Chârost-Pologne (o Polonie) (1756-1790) nel 1776, figlia del conte de Béthune, Joachim Casimir Léon (1714-1769) e di Antoinette Louise Marie Crozat (1731-1809), con cui ebbe:
- Carolina Margherita Ferrero-Fieschi (1778-1849) che sposò Aldonce Charles Joseph, marchese de Saint Sauveur (1773-1849);
- Louise Victoire Josephine[4] Ferrero-Fieschi (Parigi, 23 dicembre 1779 -  Bruxelles, 18 gennaio 1847) che sposò, nel 1804, Charles-Joseph d'Ursel, IV duca d'Ursel (1777-1860) da cui ebbe[5]:
  1. Jean Francois Charles (1805);
  2. Marie Augustine Caroline (1807);
  3. Louis Marie (1809);
  4. Adrien Marie (1813);
  5. Auguste Marie (1815);
- Carlo Ludovico Ferrero-Fieschi (Parigi, 24 novembre 1782 -  Parigi, 6 marzo 1833), con cui la disnastia dei Ferrero-Fieschi, si estinse definitivamente.[6]

Si sposò nuovamente nel 1756 con María Francisca Bonavía y O'Brien (Madrid, 1751), vedova di Mateo de Villamayor y Garcés, senza prole.

## Ascendenza
|                                                             |                              |                                                      | Genitori                                        |  |  | Nonni |  |  | Bisnonni                                              |  |  | Trisnonni                                                     |  |
|                                                             |                              |                                                      |                                                 |  |  |       |  |  | Carlo Besso Ferrero-Fieschi, IV principe di Masserano |  |  | Francesco Ludovico Ferrero-Fieschi, III principe di Masserano |  |
|                                                             |                              |                                                      |                                                 |  |  |       |  |  | Carlo Besso Ferrero-Fieschi, IV principe di Masserano |  |  | Francesco Ludovico Ferrero-Fieschi, III principe di Masserano |  |
|                                                             |                              | Francesca Maria Cristina Simiana di Pianezza         |                                                 |  |  |       |  |  | Carlo Besso Ferrero-Fieschi, IV principe di Masserano |  |  |                                                               |  |
| Vittorio Amedeo Ferrero-Fieschi, V principe di Masserano    |                              |                                                      |                                                 |  |  |       |  |  | Carlo Besso Ferrero-Fieschi, IV principe di Masserano |  |  |                                                               |  |
|                                                             |                              | Cristina Ippolita di Savoia                          | Carlo Emanuele II di Savoia, XIV duca di Savoia |  |  |       |  |  |                                                       |  |  |                                                               |  |
|                                                             |                              | Cristina Ippolita di Savoia                          | Carlo Emanuele II di Savoia, XIV duca di Savoia |  |  |       |  |  |                                                       |  |  |                                                               |  |
|                                                             |                              | Cristina Ippolita di Savoia                          | Jeanne Marie de Trécesson, marchesa di Cavour   |  |  |       |  |  |                                                       |  |  |                                                               |  |
| Vittorio Filippo Ferrero-Fieschi, VI principe di Masserano  |                              | Cristina Ippolita di Savoia                          |                                                 |  |  |       |  |  |                                                       |  |  |                                                               |  |
|                                                             |                              | Carmine Nicolao Caracciolo, V principe di Santobuono | Marino V Caracciolo, IV principe di Santobuono  |  |  |       |  |  |                                                       |  |  |                                                               |  |
|                                                             |                              | Carmine Nicolao Caracciolo, V principe di Santobuono | Marino V Caracciolo, IV principe di Santobuono  |  |  |       |  |  |                                                       |  |  |                                                               |  |
|                                                             |                              | Carmine Nicolao Caracciolo, V principe di Santobuono | Giovanna Caracciolo di Torella                  |  |  |       |  |  |                                                       |  |  |                                                               |  |
| Giovanna Irene Caracciolo                                   |                              | Carmine Nicolao Caracciolo, V principe di Santobuono |                                                 |  |  |       |  |  |                                                       |  |  |                                                               |  |
|                                                             |                              | Costanza Ruffo Lanza                                 | Francesco Ruffo, IV duca di Bagnara             |  |  |       |  |  |                                                       |  |  |                                                               |  |
|                                                             |                              | Costanza Ruffo Lanza                                 | Francesco Ruffo, IV duca di Bagnara             |  |  |       |  |  |                                                       |  |  |                                                               |  |
|                                                             |                              | Costanza Ruffo Lanza                                 | Giovanna Lanza                                  |  |  |       |  |  |                                                       |  |  |                                                               |  |
| Carlo Sebastiano Ferrero-Fieschi, VII principe di Masserano |                              | Costanza Ruffo Lanza                                 |                                                 |  |  |       |  |  |                                                       |  |  |                                                               |  |
|                                                             | Charles III de Rohan-Guéméné | Charles II de Rohan-Guéméné                          |                                                 |  |  |       |  |  |                                                       |  |  |                                                               |  |
|                                                             | Charles III de Rohan-Guéméné | Charles II de Rohan-Guéméné                          |                                                 |  |  |       |  |  |                                                       |  |  |                                                               |  |
|                                                             | Charles III de Rohan-Guéméné | Jeanne Armande de Schomberg                          |                                                 |  |  |       |  |  |                                                       |  |  |                                                               |  |
| Hercule Mériadec de Rohan-Guéméné                           | Charles III de Rohan-Guéméné |                                                      |                                                 |  |  |       |  |  |                                                       |  |  |                                                               |  |
|                                                             |                              | Charlotte Élisabeth de Cochefilet                    | Charles de Cochefilet                           |  |  |       |  |  |                                                       |  |  |                                                               |  |
|                                                             |                              | Charlotte Élisabeth de Cochefilet                    | Charles de Cochefilet                           |  |  |       |  |  |                                                       |  |  |                                                               |  |
|                                                             |                              | Charlotte Élisabeth de Cochefilet                    | Françoise Angélique Aubéry                      |  |  |       |  |  |                                                       |  |  |                                                               |  |
| Charlotte Louise de Rohan                                   |                              | Charlotte Élisabeth de Cochefilet                    |                                                 |  |  |       |  |  |                                                       |  |  |                                                               |  |
|                                                             |                              | Hercule Mériadec de Rohan-Soubise                    | François de Rohan                               |  |  |       |  |  |                                                       |  |  |                                                               |  |
|                                                             |                              | Hercule Mériadec de Rohan-Soubise                    | François de Rohan                               |  |  |       |  |  |                                                       |  |  |                                                               |  |
|                                                             |                              | Hercule Mériadec de Rohan-Soubise                    | Anne de Rohan-Chabot                            |  |  |       |  |  |                                                       |  |  |                                                               |  |
| Louise de Rohan-Soubise                                     |                              | Hercule Mériadec de Rohan-Soubise                    |                                                 |  |  |       |  |  |                                                       |  |  |                                                               |  |
|                                                             |                              | Anne Geneviève de Lévis                              | Louis Charles de Lévis                          |  |  |       |  |  |                                                       |  |  |                                                               |  |
|                                                             |                              | Anne Geneviève de Lévis                              | Louis Charles de Lévis                          |  |  |       |  |  |                                                       |  |  |                                                               |  |
|                                                             |                              | Anne Geneviève de Lévis                              | Charlotte de La Mothe Houdancourt               |  |  |       |  |  |                                                       |  |  |                                                               |  |
|                                                             |                              | Anne Geneviève de Lévis                              |                                                 |  |  |       |  |  |                                                       |  |  |                                                               |  |